# Oshikango
Oshikango es una pequeña población de la región de Ohangwena en el norte de Namibia, cerca del límite con Angola.
A mediados de 2005, comenzó la construcciónla segunda etapa del nuevo Ferrocarril del Norte de Oshivelo a Oshikango. A mediados de 2006,  había alcanzado Ondangwa cuando el gobierno que la inaugura oficialmente. Un tren llamado Onghulumbase recorre ahora semanalmente la línea.
Este distrito electoral contiene muchos pueblos, siendo Omafo y Oshikango los centros comerciales. Los aldeanos principalmente se alimentan de la agricultura, soportando el riesgo de la sequía periódica. Uno de los pueblos más conocidos es Okanghudi, el lugar de nacimiento de Hifikepunye Pohamba, el presidente de Namibia.
Económicamente, el distrito electoral es activo con un proyecto en progreso para crear una ciudad grande llamada Ciudad Helao Nafidi. Con esta ciudad se pretende beneficiar a muchos aldeanos, aunque algunos se opongan a ello. Los proyectos para construir un casino, piscina, club, centro de entretenimiento, complejo comercial y muchos otros modernos edificios están actualmente en marcha.
En la ciudad Oshikango, la vida es una lucha con la pobreza aquí y allí. A pesar de esto, la economía está en crecimiento y muchos piensan en otros caminos de supervivencia. Los principales ingresos provienen de ciudadanos angoleños, en tanto Oshikango se encuentra situada en la frontera namibia con Angola.
- Datos: Q2033319
- Multimedia: Oshikango / Q2033319